# Гібереліни
Гібереліни — клас речовин, подібних до органічних кислот. Відносяться до гормонів рослин (фітогормонів). Стимулюють ріст і розвиток рослин, сприяють проростанню насіння. За хімічною природою — дітерпенові поліциклічні кислоти, які відносяться до карбонових кислот. Основною структурою гіберелінів вважають гіберелін ГК9; інші гібереліни розглядаються як його похідні. Відомо понад 100 гіберелінів. Вони вказуються під шифром ГК. Наприклад, гіберелова кислота — ГК3, що є найактивнішою.
Гібереліни було відкрито групою японських вчених під керівництвом Єіші Куросави, яка вивчала хворобу рису «баканае», при якій інтенсивно видовжувалися стебла і листки рослини. Хвороба спричинювалася грибом Gibberella fujikuroi. З екстракту гриба було виділено активну речовину, яку назвали гібереліном.

## Опис
За хімічною природою — це дитерпенові тетрациклічні кислоти. Відомо більше 100 гіберелінів, хоча лише деякі з них мають власну біологічну активність (ГА1, ГА3, ГА4, ГА7 і деякі інші). Гібереліни утворюються з мевалонової кислоти, після чого проходять ряд стадій перетворення у різних частинах клітини і у різних органах. Головними місцями окремих стадій біосинтезу є меристематичні тканини (верхівка пагону, молоде листя, кінчик кореня, провідні тканини), а також зріле листя, де утворення гіберелінів регулюється фотоперіодом (довжиною дня). Зазвичай світло активує утворення гіберелінів і підсилює чутливість до них тканин. Гібереліни і їх попередники транспортуються на далекі відстані пасивно з ксилемним і флоемним током.
Гібереліни мають різноманітну фізіологічну дію. Вони стимулюють лінійний ріст стебла, активуючи як поділ клітин меристематичних зон, так і розтягнення клітин. Вони індукують утворення квітконосів і цвітіння у багатьох розеткових довгоденних рослин. Важливу роль гібереліни грають при формуванні плодів і насіння; крім цього, вони активують проростання насіння, бульб та цибулин. У багатьох однодомних і дводомних рослин гібереліни сприяють формуванню чоловічих квіток. Гібереліни затримують старіння листків у ряду рослин. На біохімічному рівні встановлена здатність гіберелінів індукувати експресію генів — амілази та інших ферментів в алейроновому шарі ендосперму при проростанні насіння злаків. Гібереліни широко використовують в практичних цілях, обробляючи рослини екзогенними гормонами або керуючи метаболізмом ендогенних гіберелінів. Дія багатьох ретардантів — речовин, сповільнюючих ріст рослин в довжину, заснована на блокуванні тих чи інших стадій біосинтезу гіберелінів в рослинах. Обробка гіберелінами сприяє отриманню партенокарпічних (безнасінних) плодів і стимулює їх зростання, а також впливає на ринкову привабливість плодів, що набувають подовженої форми, на винограді, цитрусових і зерняткових. Гібереліни застосовують також для підвищення виходу волокна у льону та конопель, при виробництві солоду, для збільшення вегетативної маси кормових культур та інших цілей